# Église Sainte-Anne de la Butte-aux-Cailles
Pour les articles homonymes, voir Église Sainte-Anne et Butte-aux-Cailles (homonymie).
L’église Sainte-Anne de la Butte-aux-Cailles, ou anciennement Sainte-Anne de la Maison-Blanche, est un édifice religieux catholique situé dans le 13e arrondissement de Paris, dans le quartier de la Butte-aux-Cailles, au croisement des rues de Tolbiac et Bobillot.
Sa construction, au tournant des XIXe et XXe siècles, est contemporaine de l'extension de Paris et de la séparation de l'Église et de l'État.

## Historique
Une chapelle (Saint-Marcel de la Maison-Blanche) existait dans le quartier vers 1840. Elle devient la chapelle Bréa après 1848, en souvenir du général Jean Baptiste Fidèle Bréa, mort au cours des journées de juin 1848. Mais elle se révèle trop petite pour un quartier alors en forte croissance démographique.

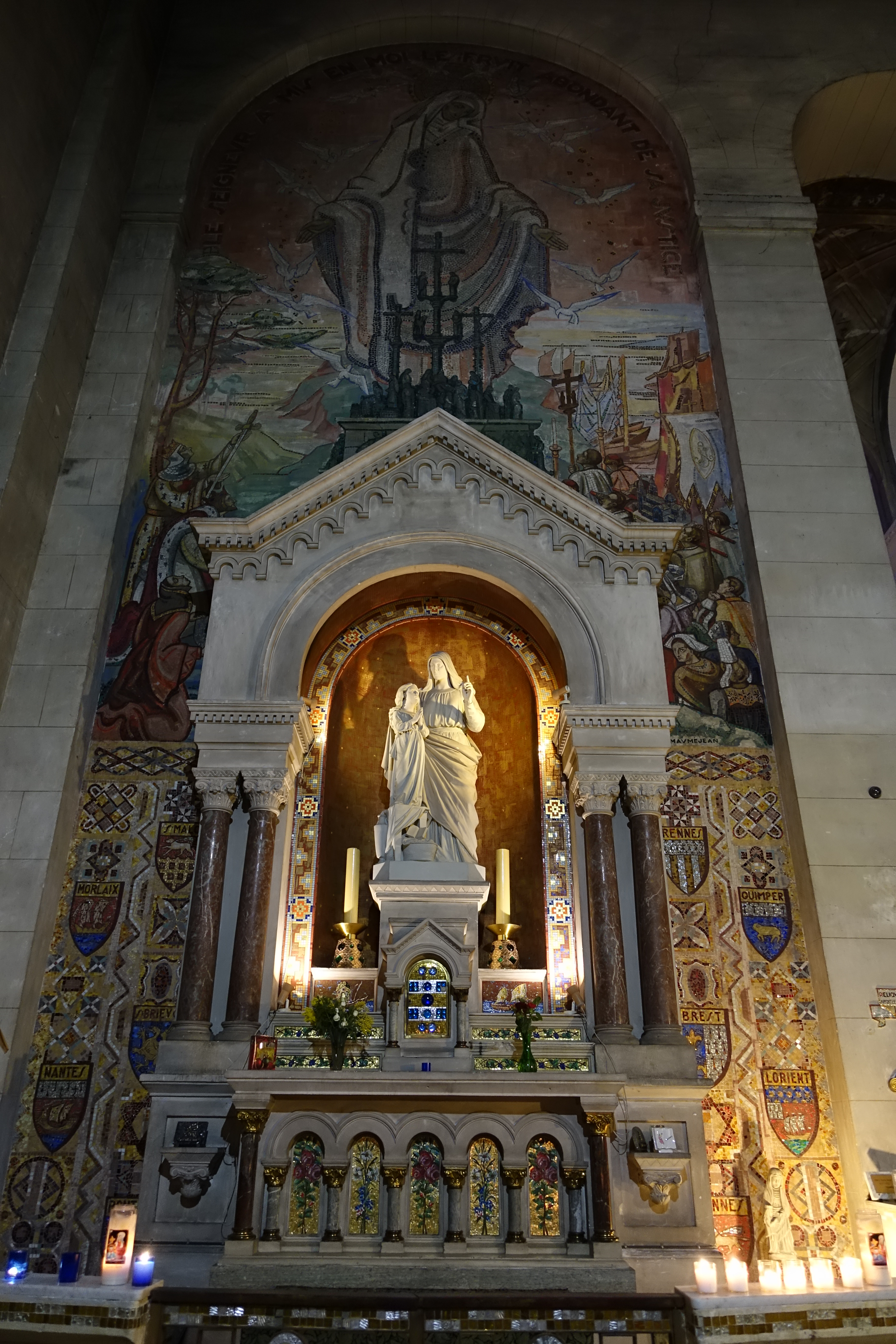
Chapelle Sainte-Anne.

C'est en 1892 que le terrain de l'actuelle église est acquis grâce au don du terrain par le conseiller de Paris Jules Nolleval et sa femme. Les travaux débutent en août 1894, et avancent lentement, faute de moyens. Elle est consacrée en avril 1896, mais les travaux étaient loin d'être terminés. Néanmoins, l'ancienne chapelle Bréa est détruite en 1897.
La façade définitive a été construite à partir de 1898, grâce à un don de la famille des chocolatiers Lombart, ce qui lui vaudra son surnom de « façade chocolat ». Les tours et les cloches ont été terminées en 1900 pour l'exposition universelle de 1900.
Lors de la séparation des Églises et de l'État en 1905, l'église devient propriété de la Ville de Paris alors qu'elle n'est pas totalement terminée, ce qui pose le problème du financement de la suite des travaux.
Le 24 octobre 1912, l'église enfin terminée est consacrée par Léon Adolphe Amette.
En 1938, l'église se pare de vitraux colorés des ateliers Mauméjean.
L'église est inscrite en juin 2018 au titre des monuments historiques.

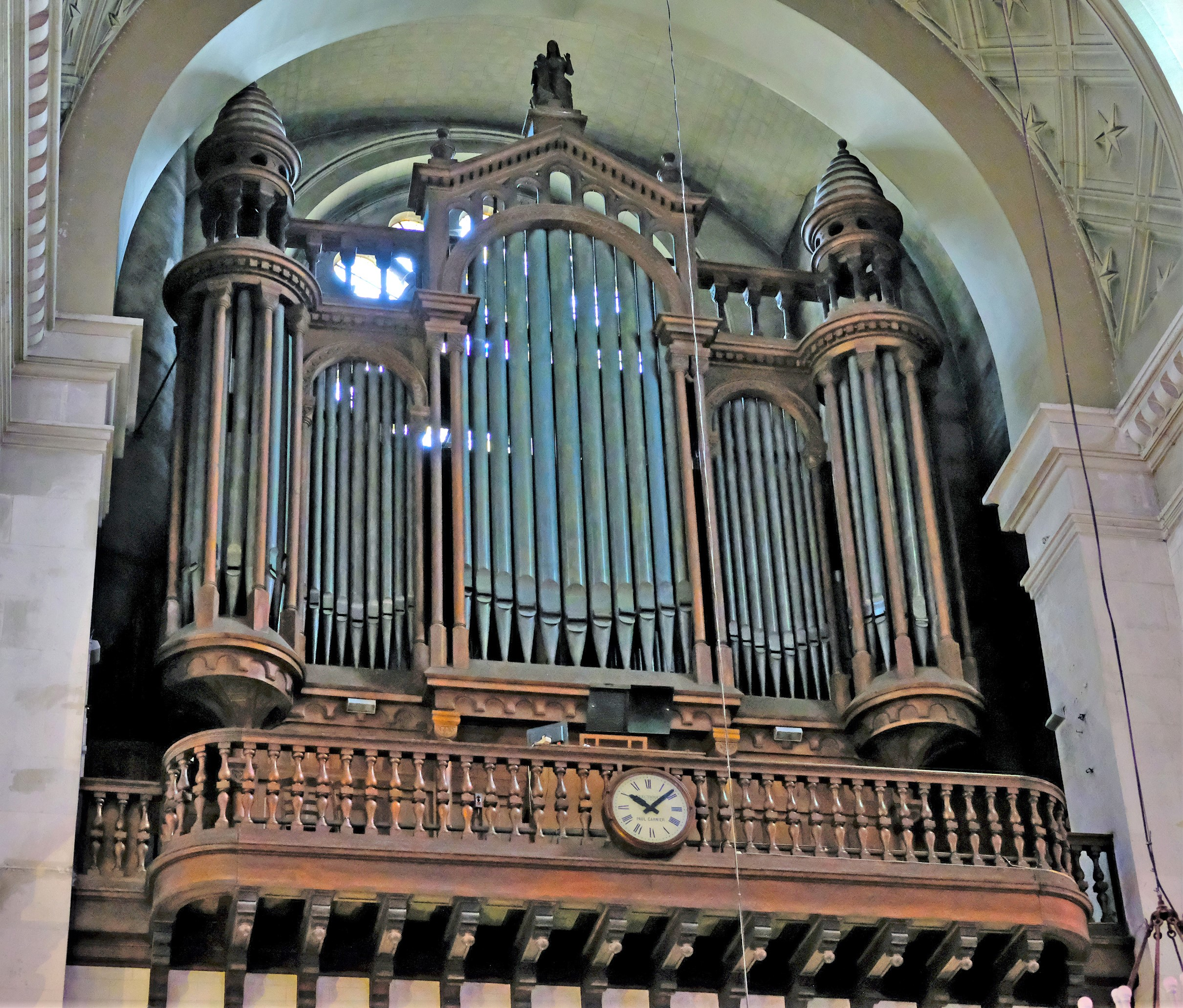
Orgue de tribune.

## Description

### Architecture
L'église de style romano-byzantin, œuvre de l'architecte Prosper Bobin, construite sur le remblai de couverture de la Bièvre, est en fait une construction sur pilotis. Il y en a 71, allant chercher le soubassement rocheux à des profondeurs de 16 à 22 mètres.
Les deux tours s'élèvent à 55 mètres. Elles furent appelées Jules et Honorine, du nom des donateurs ayant permis leur construction, M. et Mme Lombart, propriétaires des chocolats Lombart.

Vues extérieures de l'église
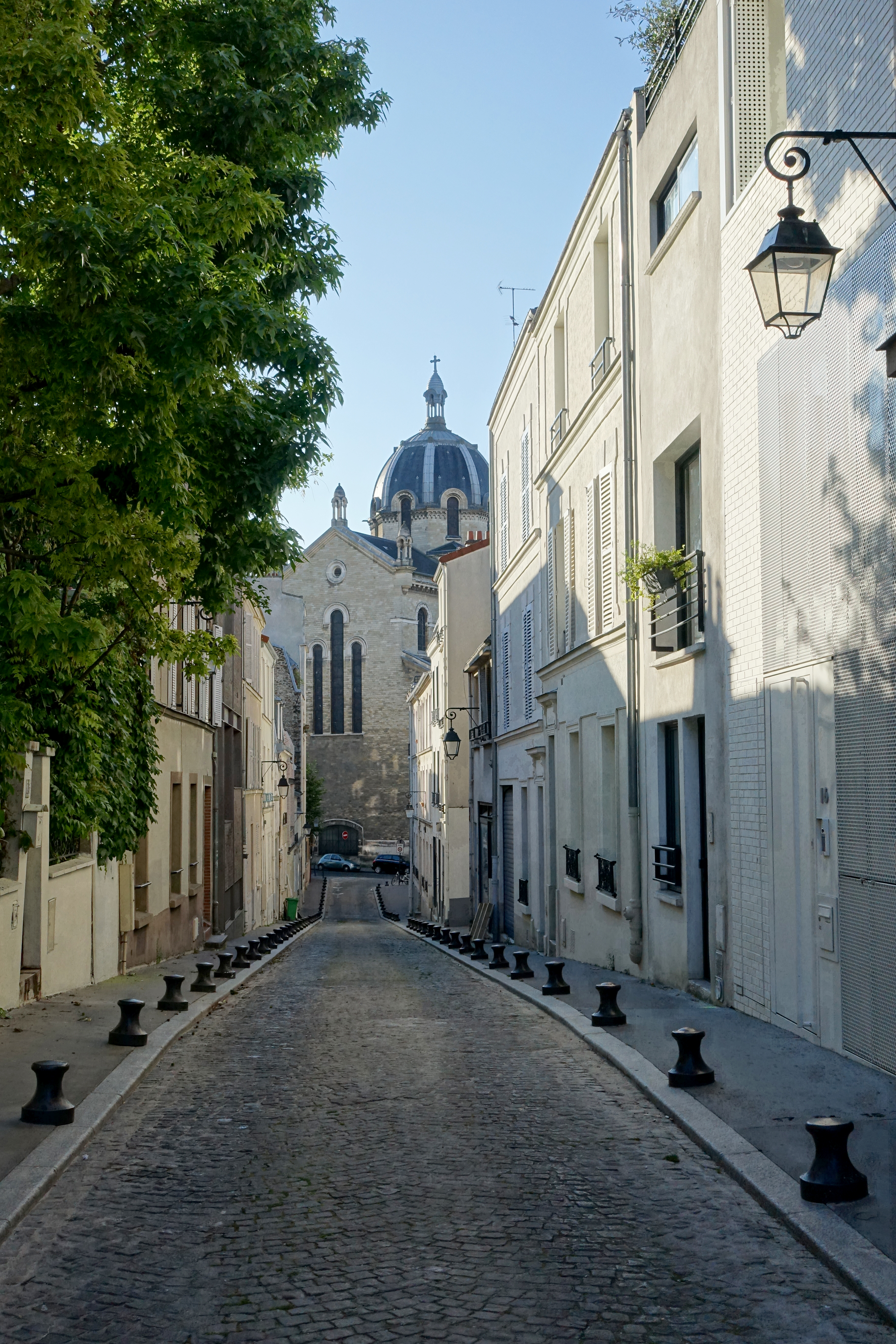
L'église vue de la rue Michal.
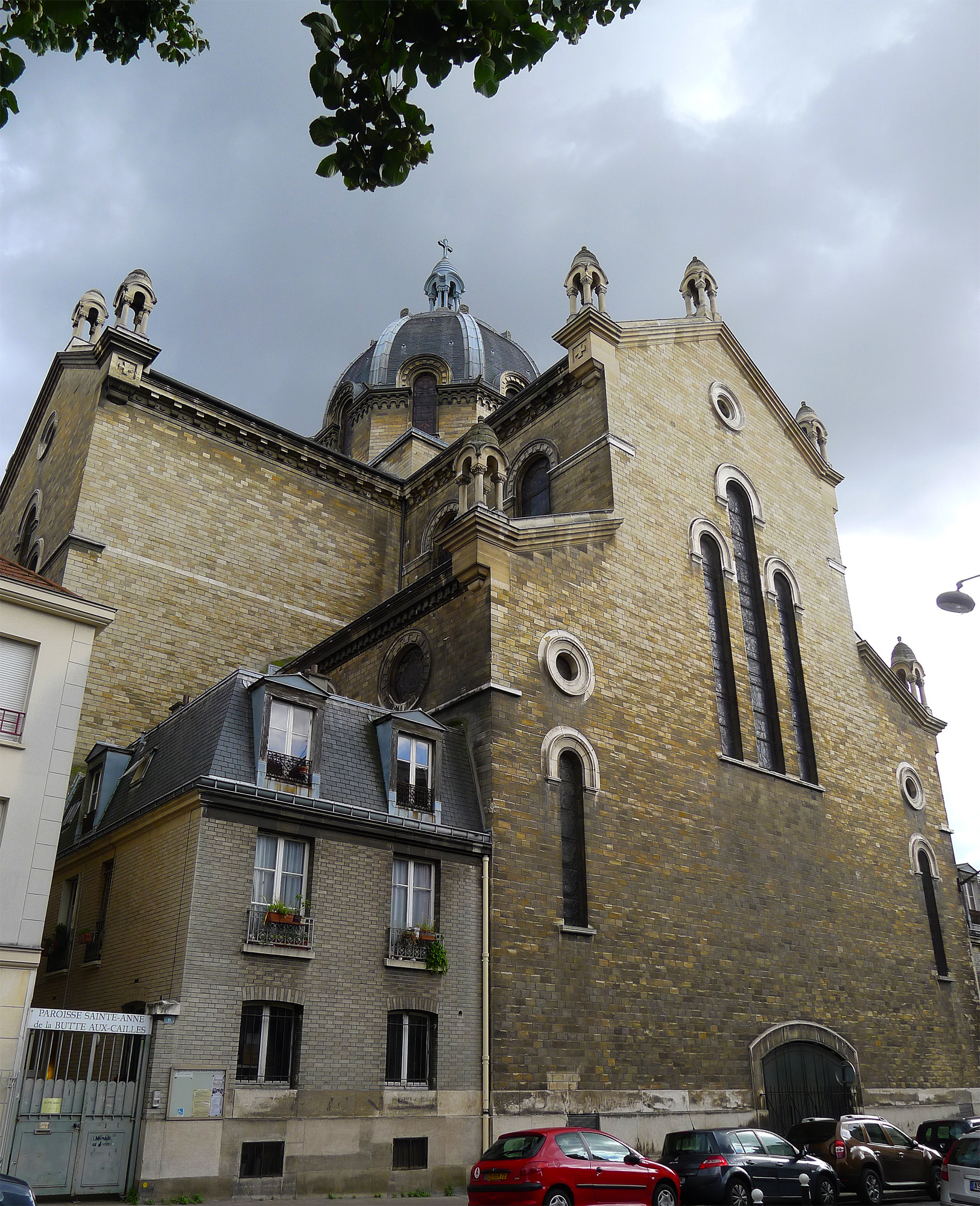
Le chevet rue Martin Bernard.
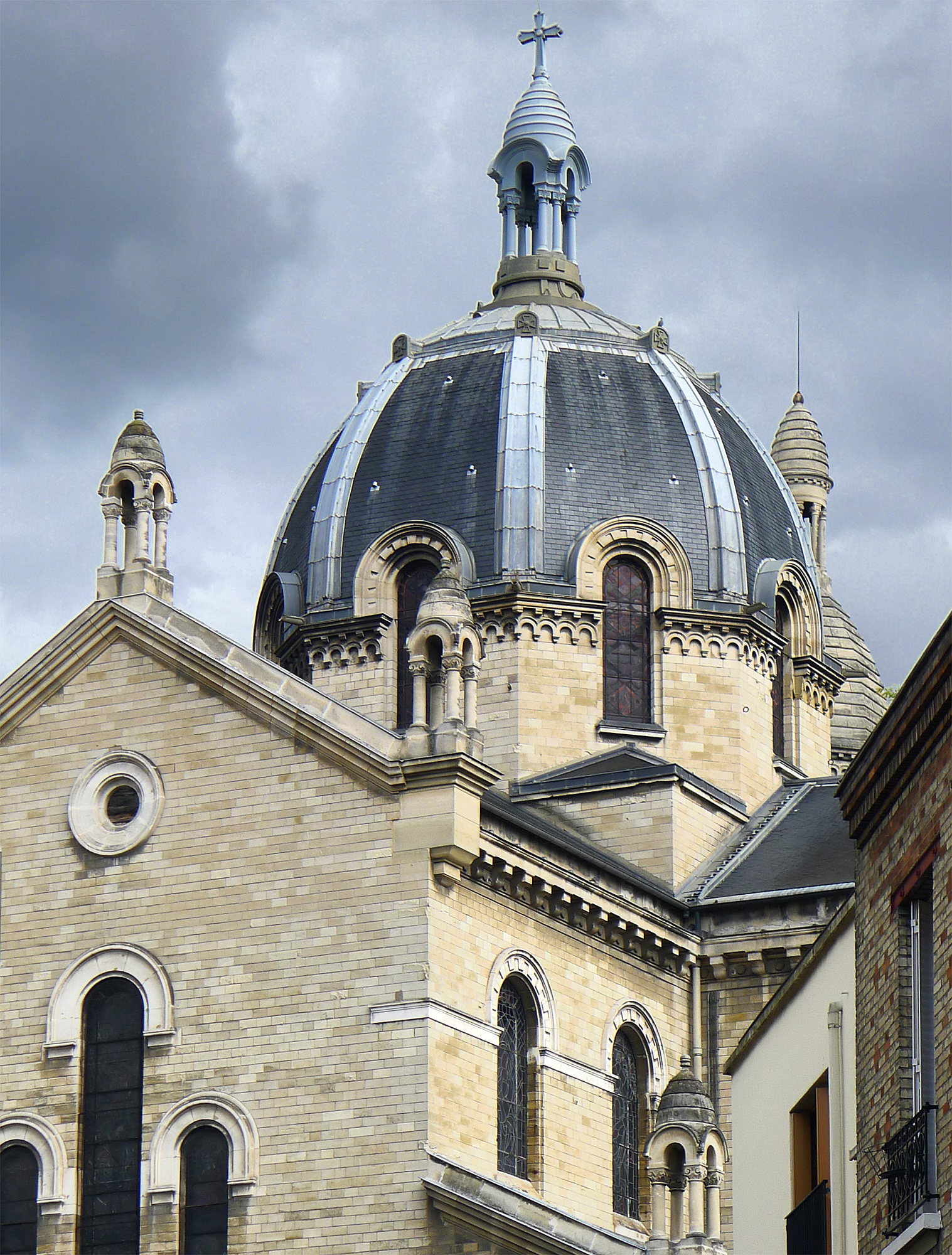
Chevet et coupole.
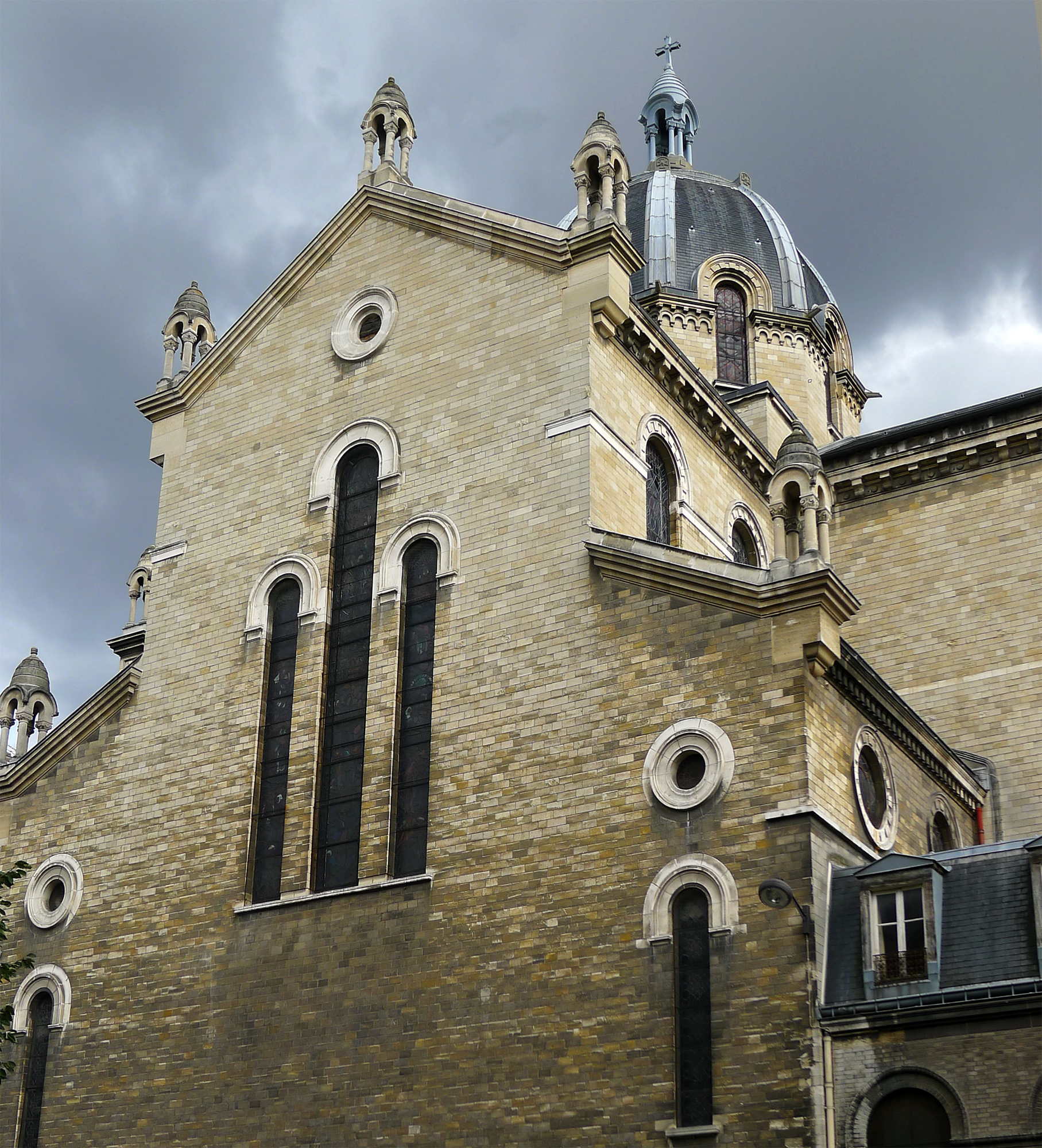
idem
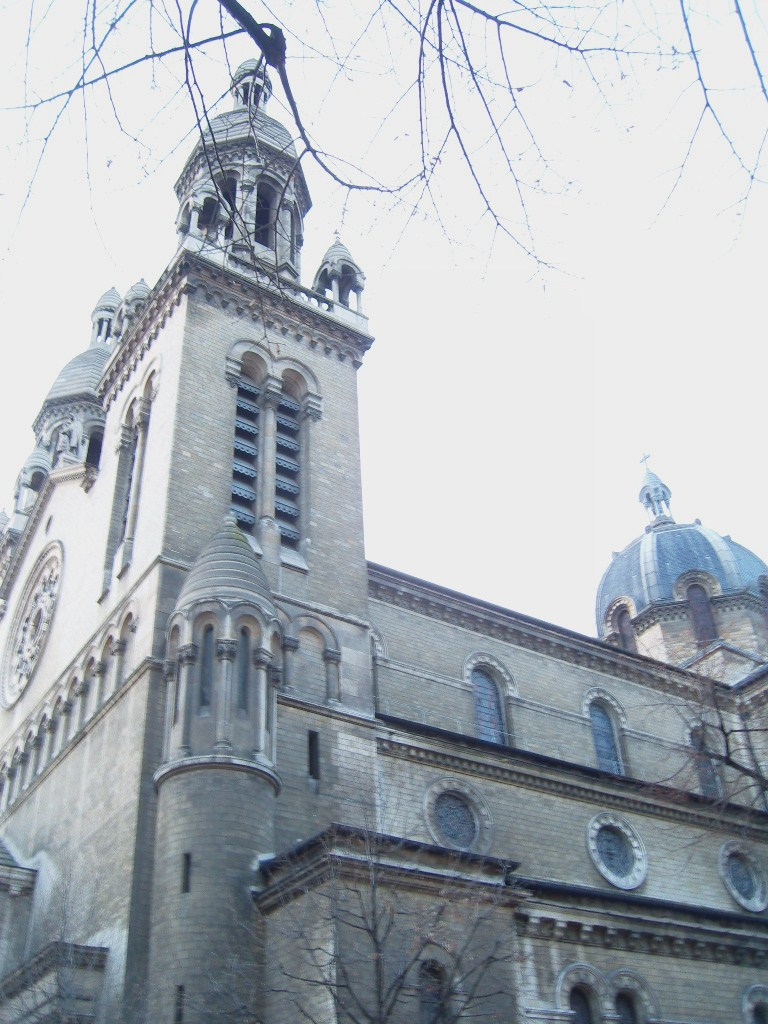
Façade latérale rue Bobillot.

### Intérieur

Vues intérieures de l'église
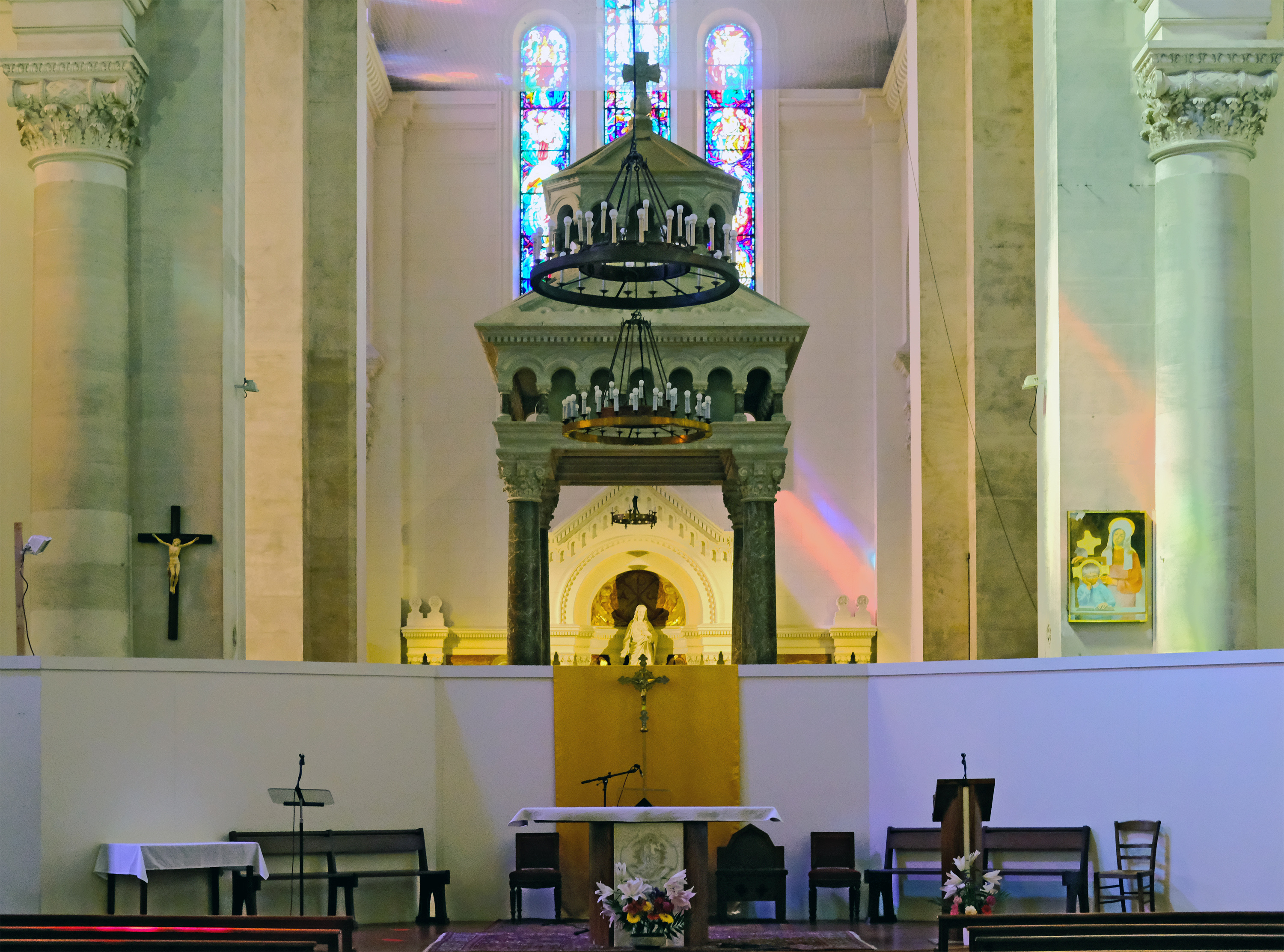
Chœur et ciborium.
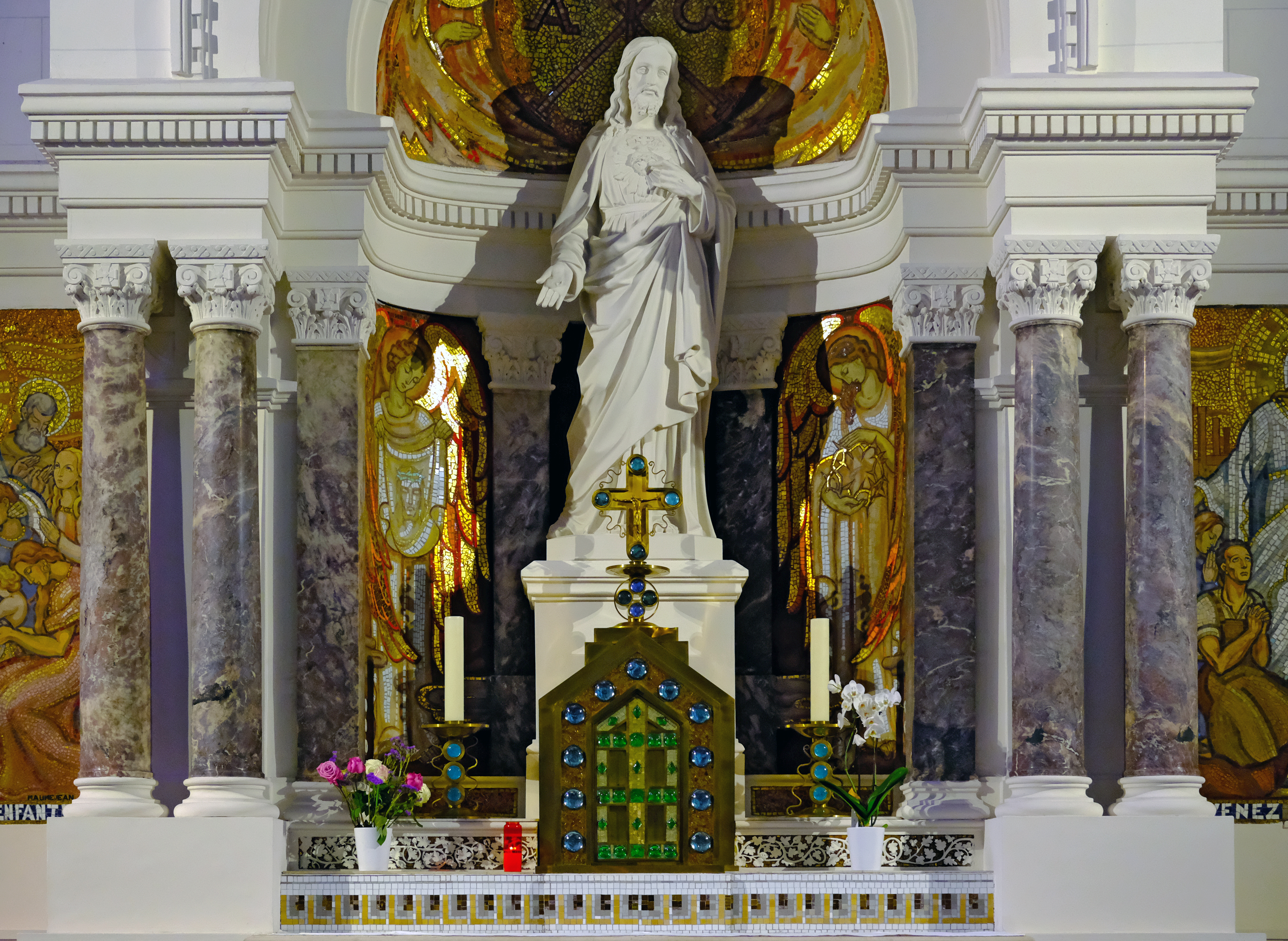
Chapelle du Sacré-Cœur de Jésus (haut).
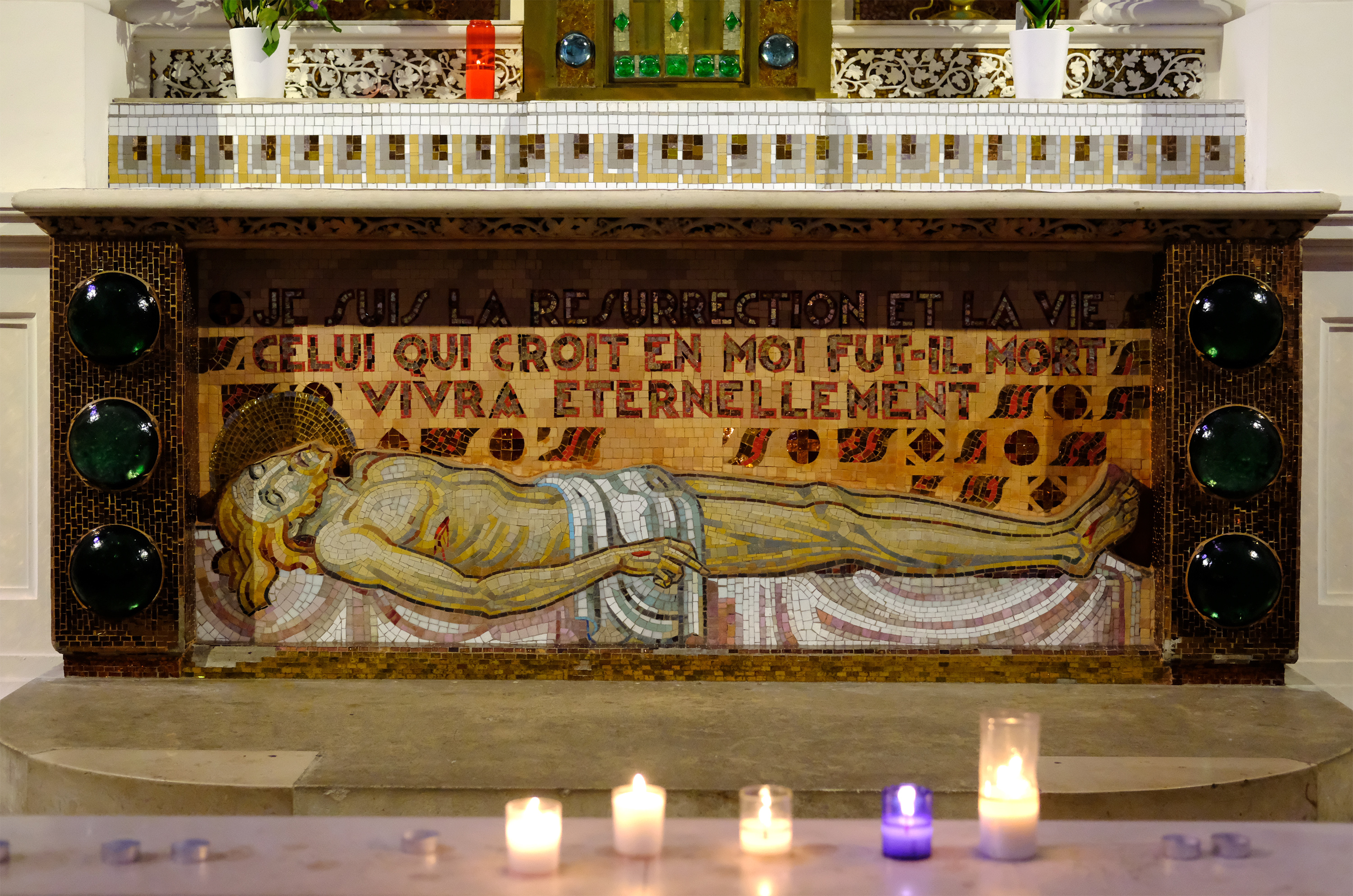
Chapelle du Sacré-Cœur-de-Jésus (bas).
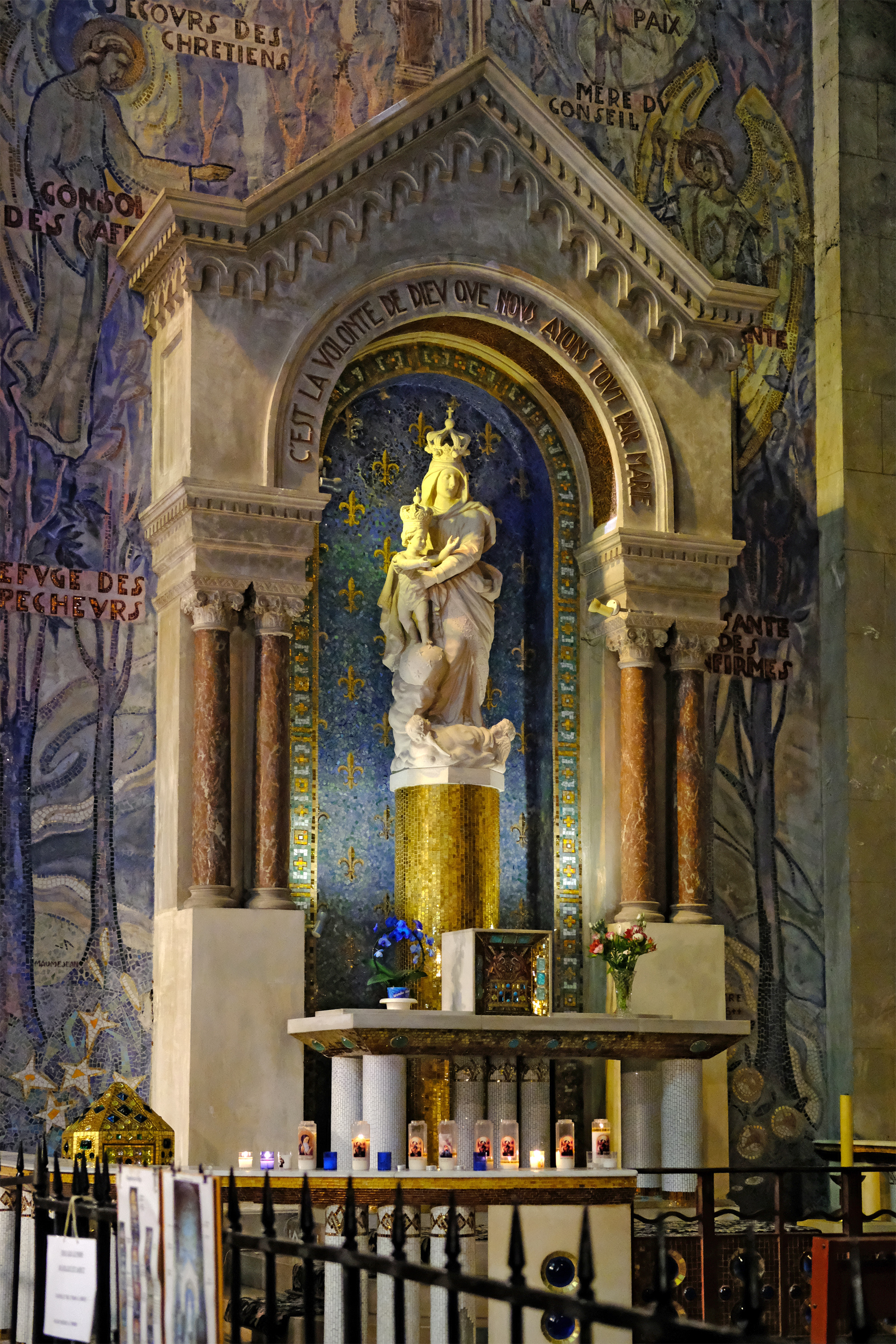
Chapelle de la Vierge.

Les vitraux présentent des motifs géométriques ou des scènes historiées. Ils ont été réalisés par Charles Mauméjean, peu avant la Seconde Guerre mondiale. Très colorés, les vitraux donnent à l'édifice des couleurs chatoyantes. Les ateliers Mauméjean ont également réalisé les différentes mosaïques qui ornent les autels de l'église.
L'église possède un orgue de tribune placé en hauteur au-dessus des entrées principales.

## Accès
L'église est accessible par la ligne 7 aux stations Tolbiac et Place d'Italie (cette dernière est également desservie par les lignes de métro 5 et 6).

### Articles liés
- Liste des monuments historiques du 13e arrondissement de Paris
- Liste des églises de Paris
- Archidiocèse de Paris
- La Mie de pain